# Komańcza

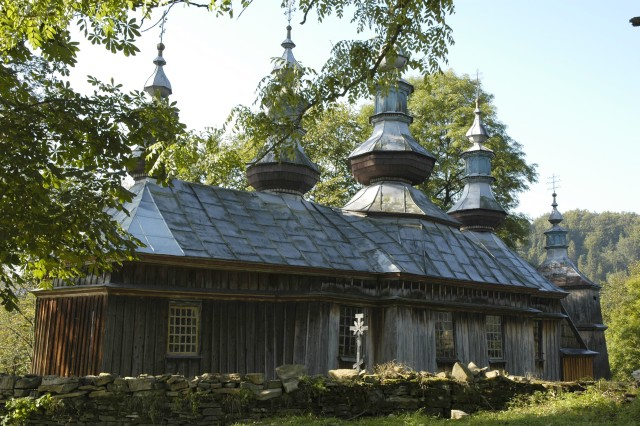
Iglesia antes del incendio

Komańcza [kɔˈmaɲt͡ʂa] (en ucraniano: Команча: Komancha) es un pueblo en el Condado de Sanok, en el Voivodato de Subcarpacia (provincia) al sudeste de Polonia. Está situado en el altiplano de Bukowskie, y localizada cerca las ciudades de Medzilaborce y Palota (al noreste de Eslovaquia).

## Etimología
Según algunas fuentes su nombre proviene la palabra del dialecto eslavo occidental Kuman (кумани), que significa "pueblo de los cumanos".

## Historia
El pueblo fue mencionado por primera vez en los registros históricos en 1512 como Crziemyenna, y en 1524 como Komancza. En 1785, las tierras del pueblo comprendían 8,93 km² (3,4 mi²), con una población de 450 católicos griegos, 16 católicos latinos y 15 judíos. Después de la Primera Guerra Mundial, el pueblo fue el sitio de la efímera República de Komancza (noviembre de 1918 - enero de 1919). En 1936, la población católica griega aumentó a 878. En 1945, el párroco ucraniano, Orest Venhrynovych, fue asesinado por los polacos, y en 1946 el pueblo fue incendiado cuando muchos ciudadanos locales fueron deportados a la fuerza a la República Socialista Soviética de Ucrania. Otros fueron retirados de Komancza el 29 de abril de 1947 como parte de la Operación Vístula y trasladados al área de Silesia en Polonia.

## Cultura y religión
La iglesia de madera del pueblo, "Patronaje de la Bendita Virgen María", es considerada un perla de la arquitectura de Lemko Oriental. Fue construida en 1802, y estaba en el Registro Polaco de Edificios Históricos. La iglesia fue ocupada por los católicos griegos hasta 1963, cuándo fue tomada por los ortodoxos. los servicios uniatas (católicos griegos) se llevaron a cabo en una capilla católica latina, hasta que se construyó una nueva iglesia uniata en 1987.  La antigua iglesia de madera fue totalmente destruida por un incendio el 13 de septiembre de 2006, pero el campanario continua en pie. Un número de libros litúrgicos, datados de 1638 a 1793, fueron también severamente dañados o destruidos en el fuego.
Las iglesias filiales están localizadas en Czystohorb (a 3 km) y Dołżyca (a 4 km). 

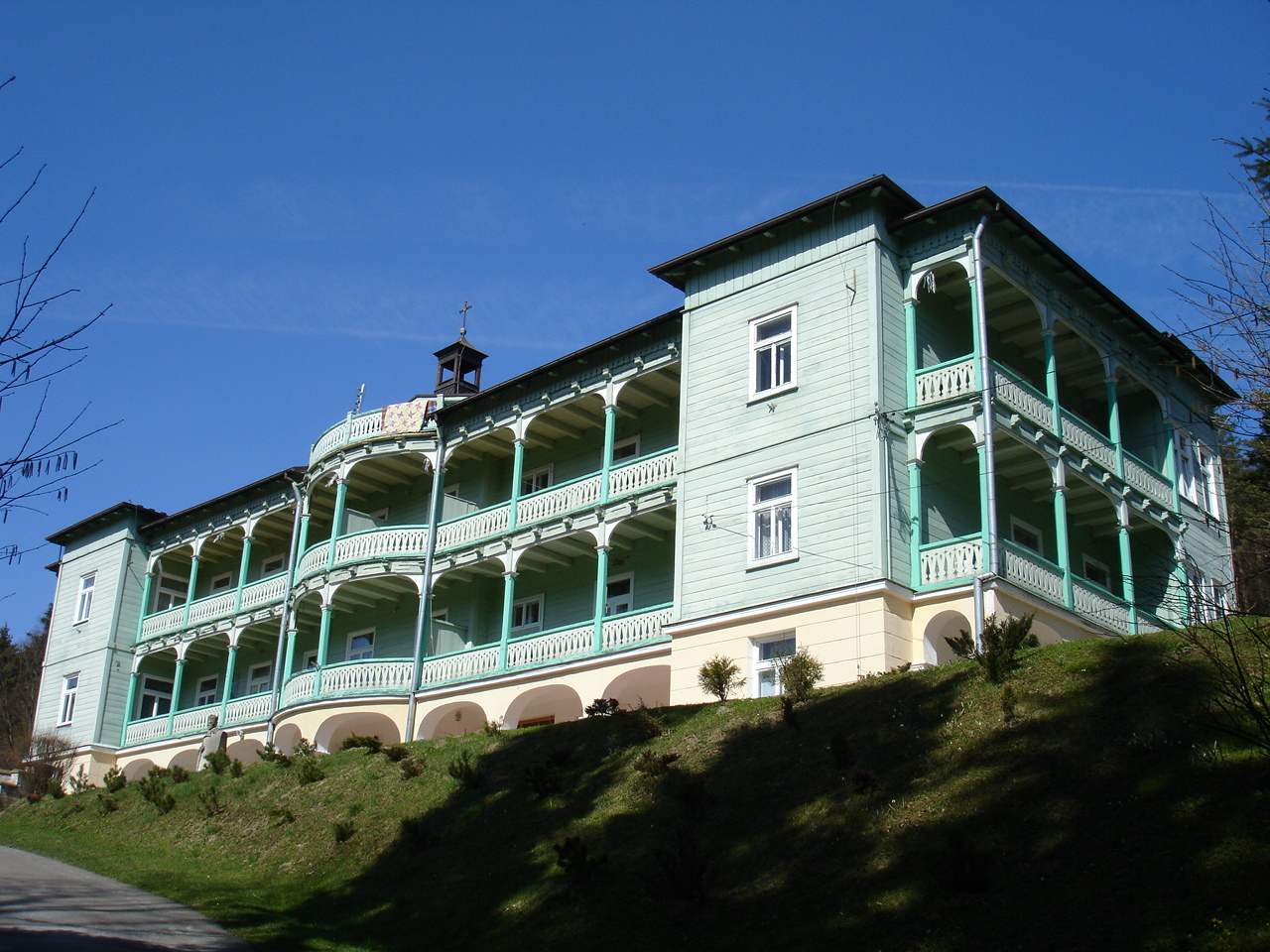
El Monasterio de las Hermanas de la Familia Santa de Nazaret en Komańcza

### Ruta de senderismo
- Ruta europea a pie E8
  - Prešov - Miháľov - Kurimka - Dukla - Iwonicz-Zdrój – Rymanów-Zdrój - Puławy – Tokarnia (778 m) – Kamień (717 m) – Komańcza - Cisna - Ustrzyki Górne - Tarnica - Wołosate.